# Ekonomika Nikaraguy
Ekonomika Nikaraguy je jednou z nejméně rozvinutých ze zemí Střední Ameriky. Podle nominálního HDP je Nikaragua druhou nejchudší zemí ve Střední Americe vůbec, její ekonomika je zaměřena především na zemědělství.
V posledních letech,[kdy?] kdy je prezidentem Daniel Ortega, se ekonomika státu pozvedla, došlo k tomu po globálním propadu HDP, během kterého se ekonomika země propadla o 1,5 %, hlavně díky snížení exportních poptávek na trzích v USA a Střední Americe, poklesem komoditních cen a malému růstu zahraničních investic.
V roce 2010 následoval růst ekonomiky o 4,5 %, což bylo způsobeno navýšením exportních poptávek a růstem turistického sektoru. Následoval další růst, který v roce 2011 dosáhl dalších pěti procent, inflace spotřebitelských cen se rovněž snížila (v roce 2008 se inflace pohybovala na úrovni 19 %). Hlavním zdrojem příjmů jsou zahraniční investice, které tvoří 15 % HDP a nejčastěji pocházejí z Kostariky, USA a členských států Evropské unie. Asi jeden milion Nikaragujců přispívá do ekonomiky reminitencí.
Na počátku roku 2004 byl Nikaragujský dluh snížen o 4,5 miliardy dolarů, a to díky iniciativě Mezinárodního měnového fondu a Světové banky pro silně zadlužené státy, která měla za cíl snížit dluhy těchto zemí.
V dubnu roku 2006 vstoupila v platnost dohoda o volném obchodu mezi USA a Střední Amerikou, která rozšířila exportní příležitosti nikaragujských produktů ze zemědělského a výrobního průmyslu (textil a oděvy tvoří 60 % exportu země).
Nikaragua se při splácení svého dluhu spoléhá hlavně na mezinárodní hospodářskou pomoc, přestože zahraniční investoři omezili tok financí v reakci na obvinění z podvodů během voleb roku 2008.

## Ekonomika
Nezaměstnanost v Nikaragui činí 6,4 %, také zde přetrvává obchodní a rozpočtový deficit a velká dluhová zátěž, tím pádem je země vysoce závislá na zahraniční finanční pomoci, která v roce 2001 tvořila až 25 % HDP.
Jednou z klíčových věcí pro růst ekonomiky byla výroba a následný export vyrobeného zboží, tradiční produkty jako káva, masné výrobky a cukr jsou stále zásadní. Co se týče produktů netradičních, největší exportní růst připadá na textil a oděvy, zlato, mořské plody a nové zemědělské plodiny jako jsou například burské oříšky, sezam, melouny a cibule. V roce 2007 export dosáhl poprvé v historii 1 milion dolarů.[zdroj?]
Nikaragua je primárně zaměřená na zemědělství, ovšem těžba, rybolov a obchod v posledních letech[kdy?] expandují. Příliv zahraničního soukromého kapitálu dosáhl v roce 1999 300 milionů dolarů, ovšem kvůli ekonomické a politické nejistotě poklesl následující rok o dvě třetiny.
Za posledních 12 let[kdy?] vzrostl cestovní ruch skoro o 400 %, díky čemuž se stal pro Nikaraguu druhým největším zdrojem zahraničního kapitálu. Dříve činil rozpočet cestovního ruchu 400 000 dolarů, teď činí vice než 2 miliony. Růst ekonomiky také vyprovokoval stavební boom, který se projevil především v Manague a jeho okolí.
Země čelí díky rychlému ekonomickému růstu také několika výzvám. Stát zatím následuje plán MMF, který má za cíl vytvořit pracovní místa a vytvořit prostor pro investice, snížit chudobu otevřením trhu pro zahraničí. Tento proces byl posílen, když Nikaragua dosáhla na pomoc pro silně zadlužené státy, ovšem následně byla pomoc pozastavena, protože stát přestal plnit program MMF a také se potýkal se selháním několika bank. Navíc dík rostoucímu fiskálnímu deficitu nadále ztrácí finanční pomoc od ostatních států.
V roce 2005 rozhodli země G8 o opuštění části zahraničních dluhů v rámci programu HIPC. Podle světové banky se HDP země pohybovalo okolo 4,9 miliardy dolarů. V březnu 2007 Polsko a Nikaragua podepsalo dohodu o škrtu 30,6 milionu dolarů, které si Nikaragua půjčila v 80. letech.
Spojené státy jsou největším obchodním partnerem, tvoří 25 % nikaragujského importu a 70 % jejího exportu, také v zemi působí cca 25 společností z USA.
Největší investice tečou do energetiky, rybolovu a chovu krevet, také jsou možné investice do turismu a těžby, na severu země se totiž nachází měděné doly.
HDP v paritě kupní sily se v roce 2012 odhadovalo na 20 miliard USD a HDP na obyvatele v paritě kupní síly na 3300 USD, což činí Nikaraguu 2. nejchudší zemí na západní polokouli. Sektor služeb je největší položkou HDP (56 %), následován průmyslovým sektorem (25,8 %) a zemědělstvím které tvoří 17 %, což je největší procento ze všech středoamerických zemí.

## Zemědělství a produkce potravin
V 70. letech 20. století se stala káva zásadní plodinou pro nikaragujskou ekonomiku a svou pozici si udržela i na začátku století, navzdory rostoucímu významu ostatních plodin, další významnou plodinou je také bavlna.
Po druhé světové válce se v zemi pěstovaly ve velkém banány, dokonce byly 3. nejvýznamnějším exportním zbožím, ovšem na počátku 20. století vláda odmítla ustupovat velkým banánovým společnostem a banány tak už nikdy nedosáhly takového významu jako v ostatních zemích Střední Ameriky.
Od konce 2. světové války do počátku 60. let 20. století vedl růst a diverzifikace zemědělského sektoru k národnímu ekonomickému rozvoji. Od počátku 60. let až do narůstajících nepokojů v roce 1977 zůstalo zemědělství významnou součástí ekonomiky, ačkoli se jeho růst ve srovnání s předchozími poválečnými dekádami zpomalil.

## Historie ekonomiky
Ekonomika Nikaragui byla v 80. letech zdevastovaná především válkou mezi pravicovou povstaleckou skupinou Contras a Sandinovské frontě národního osvobození (FSLN). Ta především vedla ke zničení velké části infrastruktury země. Zároveň v roce 1985 zahájilo USA hospodářskou blokádu.
Po občanské válce země zavedla reformy volného trhu – privatizovala více než 350 státních podniků a zahájila obecný trend ekonomického růstu. Inflace byl snížena z 33,6 % z předchozího období FSLN a 55 % během prvního roku vlády Violandy Chamorro na běžnější hodnoty, což v průměru za období 2000 až 2010 činilo 9,5 % (dle údajů Světové banky).